# Piet Rooijakkers
Piet Rooijakkers (født 16. august 1980) er en hollandsk tidligere professionel cykelrytter.